# 在セネガル日本国大使館
在セネガル日本国大使館（フランス語: Ambassade du Japon au Sénégal、英語: Embassy of Japan in Senegal）は、セネガルの首都ダカールにある日本の大使館。

## 沿革
1960年4月にセネガルがフランスから独立し、同年10月4日、日本がセネガルを国家承認。
1961年3月31日に在セネガル日本国大使館の新設が衆議院で議決された後、1962年1月、ダカールに大使館が開設された。爾後、60年以上にわたって大使館が存続している。

## 所在地
Boulevard Martin Luther King, Dakar

## 管轄地域
セネガル全域に加えてカーボベルデ、ガンビア、ギニアビサウも兼轄しており、ダカールの大使館が在カーボベルデ日本国大使館（ポルトガル語: Embaixada do Japão em Cabo Verde、英語: Embassy of Japan in Cape Verde）、在ガンビア日本国大使館（英語: Embassy of Japan in The Gambia / Embassy of Japan in Gambia）、在ギニアビサウ日本国大使館（ポルトガル語: Embaixada do Japão na Guiné-Bissau、英語: Embassy of Japan in Guinea-Bissau）としての役割も果たしている。